# Leichtathletik-Europameisterschaften 1969/200 m der Frauen

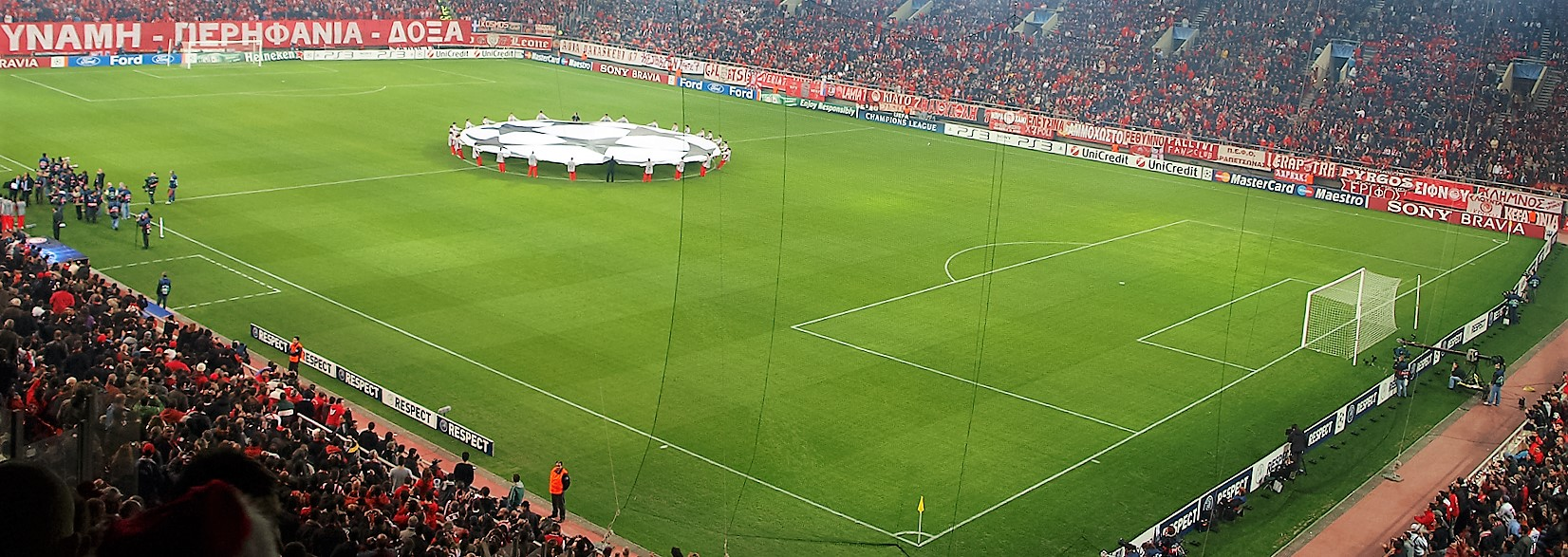
Das Karaiskakis-Stadion im Jahr 2009

Der 200-Meter-Lauf der Frauen bei den Leichtathletik-Europameisterschaften 1969 wurde am 18. und 19. September 1969 im Athener Karaiskakis-Stadion ausgetragen.
In diesem Wettbewerb gab es einen Doppelsieg für die Sprinterinnen aus der DDR. Europameisterin wurde Petra Vogt, die zwei Tage zuvor bereits den 100-Meter-Lauf gewonnen hatte und die nach ihrer Goldmedaille am Schlusstag mit der 4-mal-100-Meter-Staffel dreifache Europameisterin wurde. Sie gewann vor Renate Meißner. Bronze ging an die britische Vierte über 100 Meter, Valerie Peat.

## Bestehende Rekorde
| Weltrekord           | 22,5 s | Irena Kirszenstein | Olympische Spiele Mexiko-Stadt, Mexiko | 18. Oktober 1968  |
| Europarekord         | 22,5 s | Irena Kirszenstein | Olympische Spiele Mexiko-Stadt, Mexiko | 18. Oktober 1968  |
| Meisterschaftsrekord | 23,1 s | Irena Kirszenstein | EM Budapest, Ungarn                    | 2. September 1966 |

Wie schon über 100 Meter hatten die Läuferinnen mit zum Teil starken Gegenwinden zu kämpfen. So wurde der bestehende EM-Rekord bei diesen Europameisterschaften nicht erreicht. Die schnellste Zeit erzielte Europameisterin Petra Vogt aus der DDR mit 23,2 s im Finale bei einem Gegenwind von 0,4 m/s. Damit verpasste sie den Rekord um lediglich eine Zehntelsekunde. Zum Welt- und Europarekord fehlten ihr sieben Zehntelsekunden.

## Vorrunde
18. September 1969, 15.00 Uhr
Die Vorrunde wurde in vier Läufen durchgeführt. Die ersten vier Athletinnen pro Lauf – hellblau unterlegt – qualifizierten sich für das Halbfinale.
Auch in diesem Wettbewerb fiel die fragwürdige Einteilung der Rennen auf. Zwei Läufe gingen mit nur jeweils vier Teilnehmerinnen über die Bühne, die damit alleine durch Erreichung des Ziels für das Halbfinale qualifiziert waren. In den beiden anderen Läufen mit jeweils sechs Athletinnen dagegen mussten die Sportlerinnen um den Halbfinaleinzug kämpfen. Jeweils zwei von ihnen schieden in diesen Rennen aus.

### Vorlauf 1
Wind: −0,2 m/s
| Platz | Name           | Nation    | Zeit (s) |
| ----- | -------------- | --------- | -------- |
| 1     | Renate Meißner | DDR       | 23,3     |
| 2     | Else Hadrup    | Dänemark  | 24,2     |
| 3     | Mariana Goth   | Rumänien  | 24,4     |
| 4     | Annette Berger | Luxemburg | 26,3     |

### Vorlauf 2
Wind: −2,0 m/s
| Platz | Name                  | Nation         | Zeit (s) |
| ----- | --------------------- | -------------- | -------- |
| 1     | Wilma van den Berg    | Niederlande    | 23,8     |
| 2     | Ljudmila Samotjossowa | Sowjetunion    | 24,2     |
| 3     | Madeline Cobb         | Großbritannien | 24,5     |
| 4     | Helga Kapfer          | Österreich     | 24,5     |
| 5     | Iwanka Wenkowa        | Bulgarien      | 25,1     |
| 6     | Kristín Jónsdóttir    | Island         | 26,5     |

### Vorlauf 3
Wind: −2,4 m/s
| Platz | Name                   | Nation         | Zeit (s) |
| ----- | ---------------------- | -------------- | -------- |
| 1     | Nadeschda Besfamilnaja | Sowjetunion    | 24,2     |
| 2     | Uschi Meyer            | Schweiz        | 24,3     |
| 3     | Györgyi Balogh         | Ungarn         | 24,4     |
| 4     | Val Peat               | Großbritannien | 24,9     |

### Vorlauf 4
Wind: −1,6 m/s
| Platz | Name                | Nation         | Zeit (s) |
| ----- | ------------------- | -------------- | -------- |
| 1     | Petra Vogt          | DDR            | 23,6     |
| 2     | Gabrielle Meyer     | Frankreich     | 23,9     |
| 3     | Helen Golden        | Großbritannien | 24,2     |
| 4     | Godelieve Ducatteuw | Belgien        | 25,0     |
| 5     | Ljudmila Golomasowa | Sowjetunion    | 25,1     |
| 6     | Suude Kocgil        | Türkei         | 26,8     |

## Halbfinale
18. September 1969
In den beiden Halbfinalläufen qualifizierten sich die jeweils ersten vier Athletinnen – hellblau unterlegt – für das Finale.

### Lauf 1
Wind: −1,4 m/s
| Platz | Name                  | Nation         | Zeit (s) |
| ----- | --------------------- | -------------- | -------- |
| 1     | Renate Meißner        | DDR            | 23,6     |
| 2     | Val Peat              | Großbritannien | 23,8     |
| 3     | Gabrielle Meyer       | Frankreich     | 23,8     |
| 4     | Mariana Goth          | Rumänien       | 24,1     |
| 5     | Helen Golden          | Großbritannien | 24,3     |
| 6     | Uschi Meyer           | Schweiz        | 24,4     |
| 7     | Ljudmila Samotjossowa | Sowjetunion    | 24,5     |
| DNF   | Annette Berger        | Luxemburg      |          |

### Lauf 2
Wind: −4,2 m/s
| Platz | Name                   | Nation         | Zeit (s) |
| ----- | ---------------------- | -------------- | -------- |
| 1     | Petra Vogt             | DDR            | 23,5     |
| 2     | Wilma van den Berg     | Niederlande    | 23,7     |
| 3     | Else Hadrup            | Dänemark       | 24,2     |
| 4     | Madeline Cobb          | Großbritannien | 24,4     |
| 5     | Helga Kapfer           | Österreich     | 24,5     |
| 6     | Györgyi Balogh         | Ungarn         | 24,6     |
| DNF   | Godelieve Ducatteuw    | Belgien        |          |
| DNS   | Nadeschda Besfamilnaja | Sowjetunion    |          |

## Finale

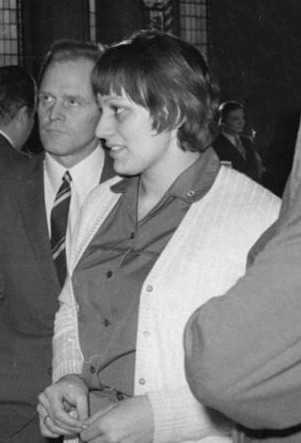
Vizeeuropameisterin Renate Meißner, später überaus erfolgreich als Renate Stecher
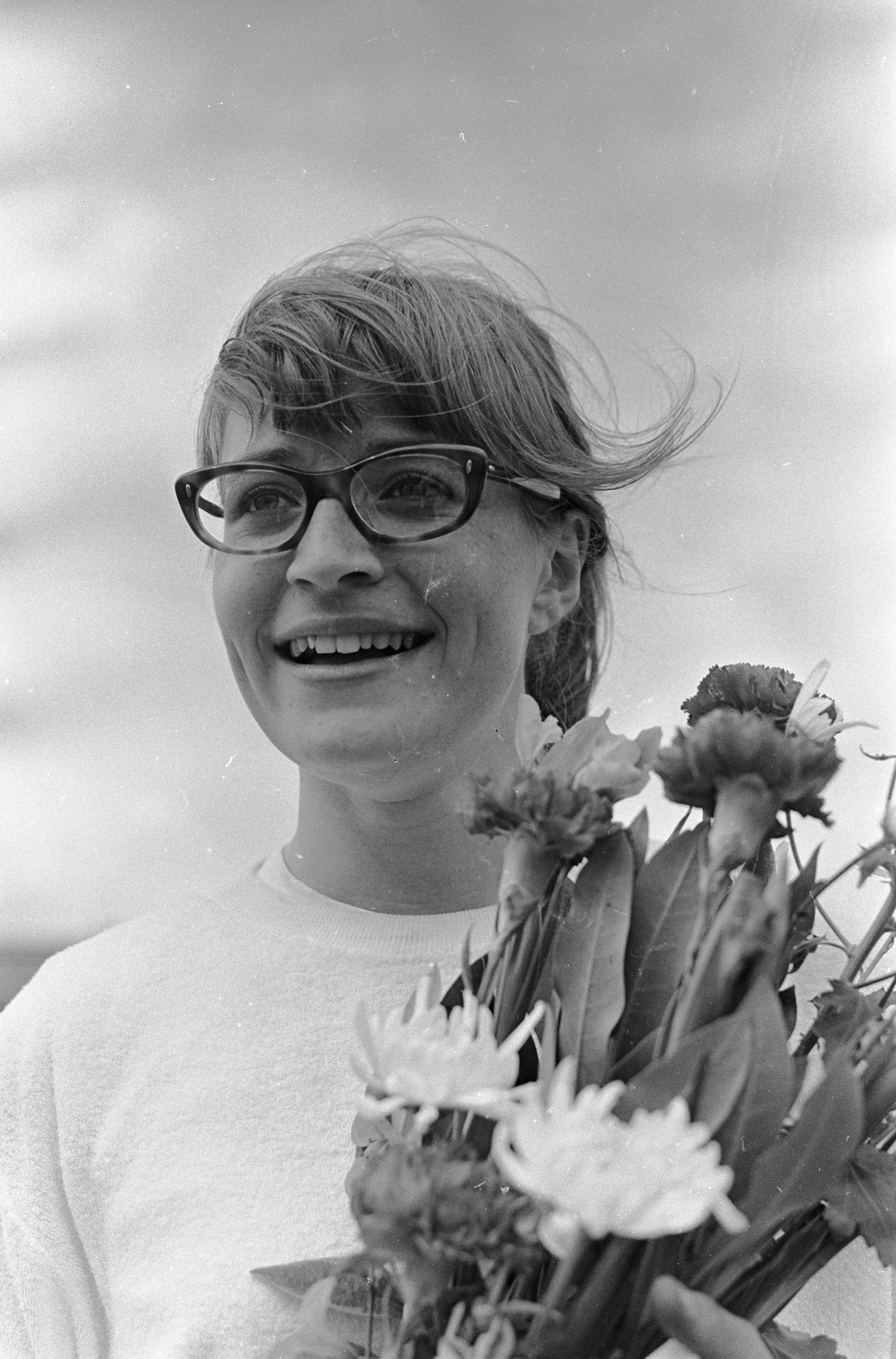
Wilma van den Berg, Vizeeuropameisterin über 100 Meter, erreichte Platz vier – später auch bekannt als Wilma van Gool

19. September 1969
Wind: −0,4 m/s
| Platz | Name               | Nation         | Offizielle Zeit (s) handgestoppt | Inoffizielle Zeit (s) elektronisch |
| 1     | Petra Vogt         | DDR            | 23,2                             | 23,30                              |
| 2     | Renate Meißner     | DDR            | 23,3                             | 23,33                              |
| 3     | Val Peat           | Großbritannien | 23,3                             | 23,34                              |
| 4     | Wilma van den Berg | Niederlande    | 23,5                             | 23,59                              |
| 5     | Gabrielle Meyer    | Frankreich     | 23,7                             | 23,80                              |
| 6     | Mariana Goth       | Rumänien       | 23,9                             | 23,98                              |
| 7     | Else Hadrup        | Dänemark       | 24,0                             | 24,01                              |
| 8     | Madeline Cobb      | Großbritannien | 24,1                             | 24,16                              |

## Videolinks
- EUROPEAN ATHLETICS 1969 ATHENS 200 women VOGT, youtube.com, abgerufen am 23. Juli 2022
- European Athletics Finals (1969), Bereich: 1:42 min bis 1:52 min, youtube.com, abgerufen am 23. Juli 2022